# Jenson Vaughan
Jenson Vaughan (eigentlich Jenson David Aubrey Vaughan; * 11. Februar in Vancouver) ist ein kanadischer Sänger, Songwriter und Komponist, der insbesondere durch Zusammenarbeit mit House-DJs wie DJ Antoine oder Mike Candys bekannt wurde. Als Songwriter war er ebenfalls für Künstler aus der ganzen Welt aktiv. Darunter sind Musiker wie Madonna, Britney Spears oder Snoop Dogg.

## Leben
Jenson Vaughan wurde in Vancouver (Kanada) geboren. Bereits während seiner Kindheit beschäftigte er sich viel mit Musik und begann früh eigene Songs zu schreiben. 2008 wurde das Italienische House-Produzenten-Team The House Keepers auf den Songwriter aufmerksam. Gemeinsam mit dem Kanadische Musiker Craig Smart, bekannt als Mitglied des Underdog Projects, schrieben sie für das Projekt den Song Hangin’ On. Während der Arbeiten an dem Song freundeten sich die beiden Musiker an und beschlossen weitere Lieder zusammen zu schreiben und produzieren. Daraus wurden der Titel Yo Yo, der ebenfalls 2008 erschien und weitere Songs für ihre Solo-Karrieren. Vaughans Arbeiten an den Liedern wahren insbesondere von House-Musik beeinflusst.
Jährlich steigerten sich die Anfragen nach Liedern etlicher Projekte, aus denen insbesondere das Michael Mind Project heraus sticht. 2010 schrieb er erstmals für das Projekt den Song Delirious. Seitdem war er mit Titeln wie Rio de Janeiro, Feeling so Blue oder Nothing Lasts Forever Autor sämtlicher Tracks des House-Dous. Ebenfalls arbeitete er mit den Mitgliedern des Michael Mind Projects Jens Kindervater und Francois Sanders als Songwriter und Produzenten von Liedern für verschiedene DJs, Produzenten und weitere House-Projekte zusammen.
2011 schrieb Vaughan erstmals für einen Weltstar ein Lied. Es war der Titel Last Night von Ian Carey in Zusammenarbeit mit dem US-amerikanischen Rapper Snoop Dogg. Daraufhin arbeitete er unter anderem mit der Sängerin Madonna an ihrem Song Girl Gone Wild, sowie mit Jason Derulo für Alex Gaudinos Track Playing with My Heart. Zudem entstanden Kollaborationen mit Kelly Rowland bei What a Feeling, Armin van Buuren mit dem Song This Is What It Feels Like und Timbaland bei dem Lied Amnesia.
Seit 2012 ist Jenson Vaughan zusätzlich als Sänger aktiv. Die Schweizer House-DJs Mike Candys und DJ Antoine holten den Musiker für mehrere Lieder in ihr Studio. Candys nahm mit ihm den Song Bring Back the Love auf. Antoine arbeitete gleich an seinem gesamten Album Sky Is the Limit mit ihm zusammen. Als Songwriter schrieb Vaughan etliche Lieder des Albums. Ebenfalls sang er die größten Erfolge der CD, darunter auch Bella Vita und Sky Is the Limit. Auch auf dem Album ist eine Zusammenarbeit mit dem Michael Mind Project wiederzufinden sowie bei Vaughans folgenden Liedern Surrender und Human.
Im Jahre 2014 arbeitete er als Songwriter für die Bodybangers in Zusammenarbeit mit Jaicko Lawrence und TomE sowie als Schreiber für Niels van Goghs Miami und Sharonn Dorsons Run Run. Des Weiteren veröffentlichte DJ Antoine sein Studioalbum We Are the Party, auf dem Vaughan unter anderem die erste Single-Veröffentlichung Light It Up, die von Tebey gesungen wurde, schrieb. Ebenfalls wirkte er als Sänger der Lieder Wild Side, Vampires und Break the Silence an dem Album mit.
Im Juli 2014 wurde er von den weltweit bekannten Musikern Steve Aoki, Chris Lake, Tujamo und Kid Ink als Songwriter engagiert. Gemeinsam schrieben und produzierten sie den Song Delirious (Boneless). Der Track wurde ein Charterfolg und erreichte Platzierungen in zahlreichen Ländern, darunter Deutschland, den USA, Frankreich und in seinem Heimatland Kanada. Der Song erschien auf Aokis Studioalbum Neon Future 1. Des Weiteren sind Kollaborationen mit dem Sänger Trevor Guthrie, dem Sänger TomE sowie dem DJ und Produzenten Antillas geplant.

## Diskografie

### Singles
| Jahr | Titel Album                                          | Höchstplatzierung, Gesamtwochen, AuszeichnungChartplatzierungen (Jahr, Titel, Album, Platzierungen, Wochen, Auszeichnungen, Anmerkungen) | Höchstplatzierung, Gesamtwochen, AuszeichnungChartplatzierungen (Jahr, Titel, Album, Platzierungen, Wochen, Auszeichnungen, Anmerkungen) | Höchstplatzierung, Gesamtwochen, AuszeichnungChartplatzierungen (Jahr, Titel, Album, Platzierungen, Wochen, Auszeichnungen, Anmerkungen) | Höchstplatzierung, Gesamtwochen, AuszeichnungChartplatzierungen (Jahr, Titel, Album, Platzierungen, Wochen, Auszeichnungen, Anmerkungen) | Anmerkungen                                                                        |
| Jahr | Titel Album                                          | DE | AT | CH | FR | Anmerkungen                                                                        |
| ---- | ---------------------------------------------------- | --- | --- | --- | --- | ---------------------------------------------------------------------------------- |
| 2013 | Bella VitaSKV Sky Is the Limit                       | DE15 (23 Wo.)DE | AT5 (28 Wo.)AT | CH1 (29 Wo.)CH | FR57 (15 Wo.)FR | Erstveröffentlichung: 25. Januar 2013 mit DJ Antoine, Mad Mark, Craig Smart & TomE |
| 2013 | Bring Back the LoveSKV Smile Together ... in the Mix | DE98 (1 Wo.)DE | AT72 (1 Wo.)AT | CH25 (3 Wo.)CH | — | Erstveröffentlichung: 1. Februar 2013 mit Mike Candys                              |
| 2013 | Sky Is the LimitSKV Sky Is the Limit                 | DE15 (18 Wo.)DE | AT8 (19 Wo.)AT | CH7 (7 Wo.)CH | — | Erstveröffentlichung: 15. März 2013 mit DJ Antoine & Mad Mark                      |

### Als Songwriter, Komponist & Produzent
| Jahr | Titel Album                                     | Höchstplatzierung, Gesamtwochen, AuszeichnungChartplatzierungen (Jahr, Titel, Album, Platzierungen, Wochen, Auszeichnungen, Anmerkungen) | Höchstplatzierung, Gesamtwochen, AuszeichnungChartplatzierungen (Jahr, Titel, Album, Platzierungen, Wochen, Auszeichnungen, Anmerkungen) | Höchstplatzierung, Gesamtwochen, AuszeichnungChartplatzierungen (Jahr, Titel, Album, Platzierungen, Wochen, Auszeichnungen, Anmerkungen) | Höchstplatzierung, Gesamtwochen, AuszeichnungChartplatzierungen (Jahr, Titel, Album, Platzierungen, Wochen, Auszeichnungen, Anmerkungen) | Höchstplatzierung, Gesamtwochen, AuszeichnungChartplatzierungen (Jahr, Titel, Album, Platzierungen, Wochen, Auszeichnungen, Anmerkungen) | Anmerkungen                                                                                          |
| Jahr | Titel Album                                     | DE | AT | CH | FR | CA | Anmerkungen                                                                                          |
| ---- | ----------------------------------------------- | --- | --- | --- | --- | --- | --- |
| 2008 | FreedomSK                                       | — | — | — | FR36 (13 Wo.)FR | — | Interpret: Tristan Garner & Craig Smart Erstveröffentlichung: 4. September 2008                      |
| 2011 | Last NightSK State Of Mind                      | — | — | — | — | CA24 (17 Wo.)CA | Interpret: Ian Carey feat. Snoop Dogg & Bobby Anthony Erstveröffentlichung: 18. März 2011            |
| 2011 | What a FeelingSK Doctor Love                    | DE84 (1 Wo.)DE | — | — | — | — | Interpret: Alex Gaudino feat. Kelly Rowland Erstveröffentlichung: 13. Mai 2011                       |
| 2011 | Rio de JaneiroSK State Of Mind                  | DE56 (3 Wo.)DE | — | — | — | — | Interpret: Michael Mind Project feat. Rozette & Bobby Anthony Erstveröffentlichung: 4. November 2011 |
| 2012 | AmnesiaSK                                       | — | — | — | FR113 (4 Wo.)FR | CA34 (20 Wo.)CA | Interpret: Ian Carey feat. Timbaland & Rosette Erstveröffentlichung: 23. Januar 2012                 |
| 2012 | Girl Gone WildSK MDNA                           | — | AT62 (1 Wo.)AT | CH29 (9 Wo.)CH | FR3 (24 Wo.)FR | CA42 (9 Wo.)CA | Interpret: Madonna Erstveröffentlichung: 19. März 2012                                               |
| 2012 | Feeling So BlueSK State Of Mind                 | DE38 (4 Wo.)DE | AT20 (6 Wo.)AT | CH40 (2 Wo.)CH | FR128 (2 Wo.)FR | — | Interpret: Michael Mind Project feat. Dante Thomas Erstveröffentlichung: 15. Juni 2012               |
| 2012 | Nothing Lasts ForeverSK State Of Mind           | DE40 (3 Wo.)DE | AT34 (3 Wo.)AT | CH26 (2 Wo.)CH | — | — | Interpret: Michael Mind Project feat. Dante Thomas Erstveröffentlichung: 14. September 2012          |
| 2013 | This Is What It Feels LikeSK Intense            | DE42 (19 Wo.)DE | AT7 (28 Wo.)AT | CH18 (20 Wo.)CH | FR140 (4 Wo.)FR | CA6 (29 Wo.)CA | Interpret: Armin van Buuren feat. Trevor Guthrie Erstveröffentlichung: 5. April 2013                 |
| 2013 | One More RoundSK State of Mind (Deluxe Edition) | DE80 (1 Wo.)DE | AT53 (1 Wo.)AT | CH40 (2 Wo.)CH | — | — | Interpret: Michael Mind Project feat. Raghav & TomE Erstveröffentlichung: 28. Juni 2013              |
| 2013 | Playing with My HeartSK Doctor Love             | — | — | — | — | CA69 (9 Wo.)CA | Interpret: Alex Gaudino feat. JRDN Erstveröffentlichung: 23. Juli 2013                               |
| 2013 | Crazy WorldSK Sky Is the Limit                  | — | AT63 (1 Wo.)AT | — | — | — | Interpret: DJ Antoine & Mad Mark feat. Craig Smart Erstveröffentlichung: 27. Dezember 2013           |
| 2014 | Light It UpSK We Are the Party                  | DE53 (3 Wo.)DE | AT54 (4 Wo.)AT | CH29 (2 Wo.)CH | — | — | Interpret: DJ Antoine feat. Tebey Erstveröffentlichung: 9. Mai 2014                                  |
| 2014 | Delirious (Boneless)SK Neon Future I            | DE49 (6 Wo.)DE | AT42 (3 Wo.)AT | — | FR90 (3 Wo.)FR | CA81 (5 Wo.)CA | Interpret: Steve Aoki, Chris Lake & Tujamo feat. Kid Ink Erstveröffentlichung: 24. Juni 2014         |
| 2014 | Wild SideSK We Are the Party                    | — | — | CH56 (4 Wo.)CH | — | — | Interpret: DJ Antoine & Mad Mark feat. Jason Walker Erstveröffentlichung: 21. November 2014          |
| 2015 | HolidaySK Provocateur                           | DE18 (16 Wo.)DE | AT9 (16 Wo.)AT | CH8 (13 Wo.)CH | FR120 (8 Wo.)FR | — | Interpret: DJ Antoine feat. Akon Erstveröffentlichung: 3. Juli 2015                                  |
| 2015 | Hula HoopSK Me 4 U                              | DE12 (26 Wo.)DE | AT7 (22 Wo.)AT | CH37 (20 Wo.)CH | FR67 (11 Wo.)FR | CA19 (18 Wo.)CA | Interpret: Omi Erstveröffentlichung: 31. August 2015                                                 |
| 2016 | Weekend LoveSK Provocateur                      | DE85 (1 Wo.)DE | AT71 (1 Wo.)AT | CH23 (2 Wo.)CH | — | — | Interpret: DJ Antoine feat. Jay Sean Erstveröffentlichung: 18. März 2016                             |
| 2016 | BonBonS                                         | DE10 (26 Wo.)DE | AT19 (21 Wo.)AT | CH39 (19 Wo.)CH | FR29 (22 Wo.)FR | CA95 (1 Wo.)CA | Interpret: Era Istrefi Erstveröffentlichung: 27. Juni 2016                                           |
| 2017 | First TimeSK Stargazing                         | DE28 (17 Wo.)DE | AT23 (18 Wo.)AT | CH14 (17 Wo.)CH | FR34 (4 Wo.)FR | CA26 (14 Wo.)CA | Interpret: Kygo feat. Ellie Goulding Erstveröffentlichung: 28. April 2017                            |
| 2019 | Wish You WellSK                                 | — | — | CH64 (1 Wo.)CH | — | — | Erstveröffentlichung: 24. Mai 2019 Interpret: Sigala feat. Becky Hill                                |

#### Weitere Lieder
2012:
- Top of the World (mit Antillas & Blinders)

2013:
- One Love One Universe (mit Arty)
- Unbreakable
- Human (mit Kindervater)
- It’s All Relative (mit Arty)
- Surrender (mit Dave Doringo)
- Now or Never (mit Dub Deluxe)

2014:
- Billionaire (mit Vito V)

2016:
- No Place Like Home (mit Christopher S & TomE)
- Darkness to Light (mit Brian Cross)
- No Regrets (mit Brian Cross)

2017:
- Gonna Be Yours (mit Brian Cross)

### Weitere Autorenbeiträge (Auswahl)
2008:
- The OneK (SS501)
- Hangin' On SK (The House Keepers)

2009:
- AdrenalineSK (Adrenaline)
- Take Your HandsSK (Tohoshinki)

2010:
- Let LooseSK (Ian Carey feat. Mandy Ventrice)
- DeliriousSK (Michael Mind Project feat. Mandy Ventrice & Carlprit)
- Once AgainSK (Twin Blood)
- Don’t StressSK (Blake McGrath)
- ForeverSK (4 Strings feat Samantha Fox)
- ChecklistSK (Jackie Boyz)

2011:
- RunawaySK (Chrizzo & Maxim feat. Amanda Wilson)
- Best ShotSK (Cory Lee feat. Shaggy)
- TimezoneSK (Sander van Doorn)
- Tooty FruitySK (Craig Smart feat. Carlprit)
- Leavin’SK (Rosette)

2012:
- Ready for TonightSK (diMaro & Rosette feat. Carlprit)
- UnbreakableSK(PANAH)
- Ready For TonightSK (diMaro & Rosette feat. Carlprit)
- We’ve Only Just BegunSK (diMaro & Rosette feat. Carlprit)
- Give It Up SK (TomE feat. Craig Smart)

2013:
- Burning It UpSK (DJ F.R.A.N.K feat. Craig Smart & TomE)
- Crazy WorldSK (DJ Antoine vs. Mad Mark)
- Meet Me in ParisSK (DJ Antoine vs. Mad Mark)
- Everlasting LoveSK (DJ Antoine vs. Mad Mark)
- Something in the AirVSK (DJ Antoine vs. Mad Mark)
- Already ThereSK (DJ Antoine vs. Mad Mark)
- Pop It Up (We Wanna Party)SK (DJ Antoine vs. Mad Mark feat. Juiceppe)
- ParalyzedSK (Mad Mark & Syke'n'Sugarstarr)
- Without You SK (DJ Antoine vs. Mad Mark, FlameMakers feat. Ladina Spence)
- Girls 4x SK (DJ Antoine vs. Mad Mark)
- These Boots SK (DJ Antoine vs. Mad Mark)
- All I Want SK (Alex Gaudino feat. Niles Mason)
- Till It’s GoneSK (Britney Spears)

2014:
- Run Run SK (Sharon Doorson)
- Love Come DownSK (Bodybangers feat. Tome & Jaicko Lawrence)
- MiamiSK (Niels van Gogh feat. Princess Superstar)
- VampiresVSK (DJ Antoine vs. Mad Mark)
- Break the SilenceVSK (DJ Antoine vs. Mad Mark)
- Up So HighSK (Destineak vs. Barnes & Heatcliff)
- Baddest ChickSK (Ian Carey & Doron feat. Ray J & Kardinal Offishall)
- Losing My FaithSK (FlameMakers & Destineak)
- Only Get’s BetterSK (Carlprit feat. Jaicko Lawrence)
- Lift Me UpSK (Marc Korn & Klubbingman feat. Craig Smart)

2015:
- She’s With MeS (High Valley)
- Used To Love MeSK (Jaicko Lawrence)

2016:
- Dancing In The HeadlightsSK (DJ Antoine feat. Conor Maynard)
- What Do I DoSK (DJ Antoine feat. Jaicko Lawrence)
- Keep On FallingSK (DJ Antoine feat. Jay Sean)
- Too Late For LoveSK (DJ Antoine vs Mad Mark feat. Jordin Sparks)
- The OneSK (DJ Antoine with Dimaro feat. Karl Wolf)
- Cold In CaliforniaSK (Marcus Layton feat. JRDN)
- KarmaSK (Alma)

2017:
- I Be U BeS (High Valley)
- We Light Forever UpSK (Benny Benassi x Lush & Simon feat. Frederick)
- La vie en roseSK (DJ Antoine)

2018:
- Blooming DayK (Exo-CBX)
- After MidnightSK (LNY TNZ feat. Laurell & Mann)
- SignsSK (Hugel & Taio Cruz)
- 달콤한 거짓말 (Sweet Lie)K (Seungri feat. Dannic)

2019:
- AcapellasSK (Mikolas Josef feat. Fito Blanko & Frankie J)
- Wish You WellSK (Sigala & Becky Hill)

#### Legende
- V = Jenson Vaughan war für Gesang zuständig
- VS = Jenson Vaughan war für Gesang und Songwriting zuständig
- VSK = Jenson Vaughan war für Gesang, Songwriting und Komposition zuständig